# Petr z Aspeltu
Petr z Aspeltu (asi 1250? – 2. června 1320, Mohuč, Svatá říše římská) byl mohučský arcibiskup.

## Život

### Mládí a studia

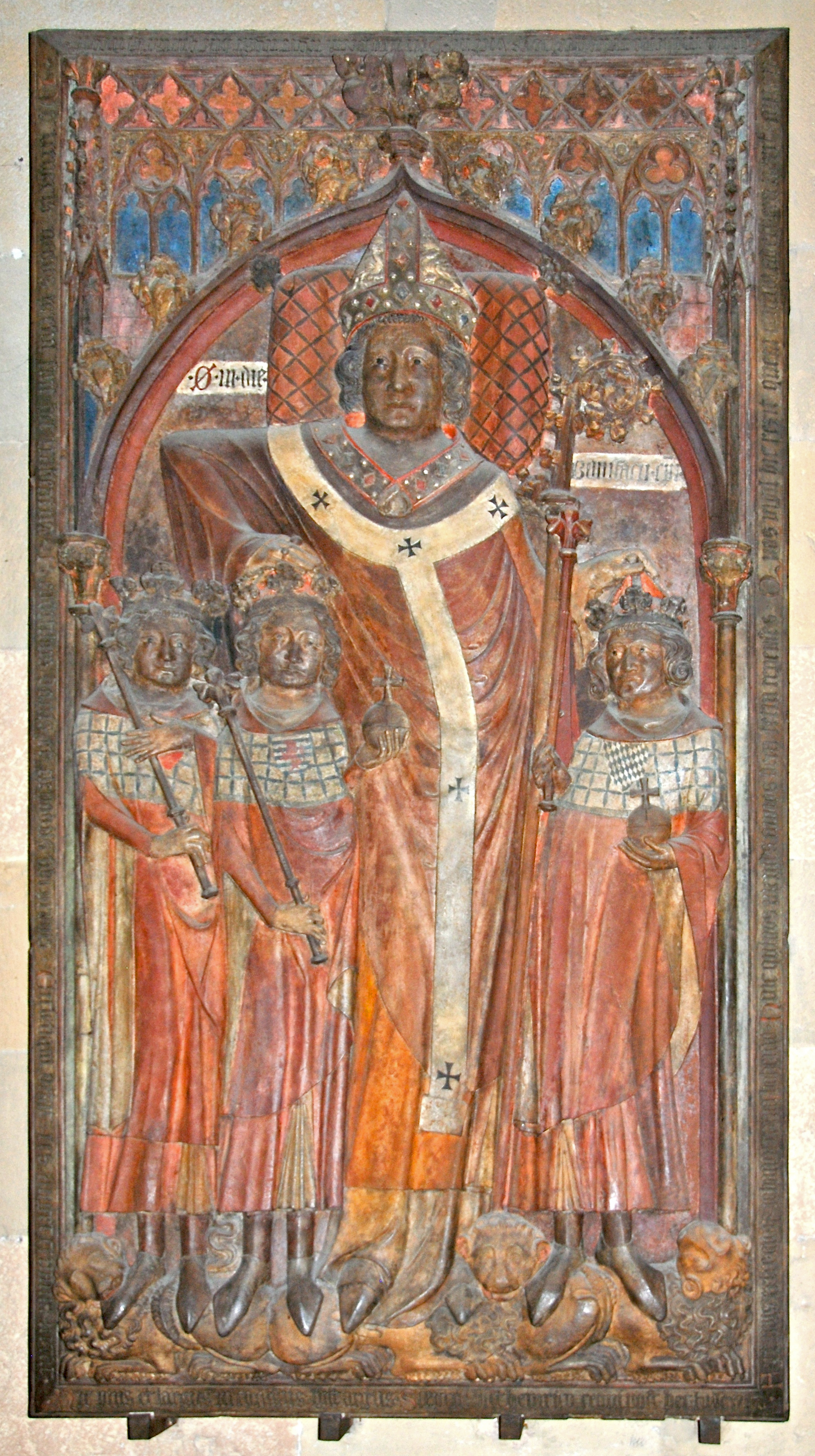
Náhrobek Petra z Aspeltu v mohučském dómu

Pocházel z významné patricijské rodiny ministeriála Gebharta z Aspeltu v Trevíru, z okruhu opatství sv. Maximina. Odešel na studia do Bologni a v letech 1261–1262 patrně studoval práva na univerzitě v Padově a dále v Paříži medicínu, teologii a filozofii.

### Praxe
Vstoupil do duchovního stavu, v letech 1280–1282 byl farářem v Riolu a Birtlingenu. Roku 1286 byl jmenován kanovníkem katedrály v Mohuči. Zároveň se stal osobním lékařem a kaplanem císaře Rudolfa I. Habsburského. V roce 1289 se poprvé objevil v Praze, poté byl jmenován II. protonotářem českého krále Václava II. a roku 1291 také vyšehradským kanovníkem. V letech 1292 získal také místo kanovníka vratislavského. Od roku 1295 se stal rádcem a v letech 1297–1305 kancléřem krále Václava II., jenž mu svěřil řízení zahraniční politiky, s tím automaticky byl spojen úřad probošta Vyšehradské kapituly. Současně jej v březnu 1297 papež Bonifác VIII. jmenoval biskupem v Basileji. Po vyostření politických vztahů Lucemburků a Francouzů s Habsburky byl cestou do Francie roku 1304 zajat příznivci Albrechta I. Habsburského a propuštěn až po půl roce a zaplacení výkupného. Po vymření Přemyslovců po meči opustil České království. Papež Klement V. ho 10. listopadu roku 1306 jmenoval do jedné z nejvyšších říšských duchovenských funkcí – mohučského arcibiskupa, tento úřad byl zároveň spojen s funkcí kurfiřta. Po zavraždění Albrechta I. se odklonil od Habsburků a orientoval se na Francii. Za arcibiskupa trevírského prosadil Balduina Lucemburského a za římskoněmeckého krále Jindřicha VII. Lucemburského. 1. září 1310 vykonal v dómu ve Špýru svatební obřad Jana Lucemburského a Elišky Přemyslovny. 7. února 1311 oba manžele v pražské bazilice sv. Víta korunoval českým králem a královnou. Za to si vyžádal odměnu 1000 hřiven stříbra, zlatý trůn a drahocenné relikviáře z přemyslovského dědictví.
Poté, co se Jindřich VII. Lucemburský stal v roce 1312 císařem Svaté říše římské, byl jeho poradcem. V Cáchách dne 25. listopadu 1314 korunoval Ludvíka Bavorského římským králem.
Na žádost císaře Svaté říše římské Jindřicha VII. Lucemburského se vrátil spolu s mladým českým králem Janem Lucemburským do Čech, kde se stal správcem království a poručníkem mladého krále. Pomáhal rovnat spory s českou šlechtou a panem Jindřichem z Lipé, zároveň upevnil vládu Jana Lucemburského v Čechách. Dne 30. května 1316 pokřtil v pražské bazilice sv. Víta čerstvě narozeného králova syna Václava, pozdějšího Karla IV. Petr z Aspeltu patřil k nejlepším diplomatům Evropy na přelomu 13. a 14. století.

## Životní data
- 1261–1262 – student univerzity v Padově, pod vedením rektora Heinricha ze Sv. Petronilly vypracoval první stanovy univerzity
- 1278 – titul Meister medicus expertissimus[2]
- 1280 – farář v Riolu
- 1286 – osobní lékař a kaplan císaře Rudolfa I. Habsburského.
- 1292 – seznámen s králem Václavem II., stal se jeho rádcem a navázal první diplomatické styky s cisterciáckými opaty ze Sedlce a Zbraslavi
- 1296 – zvolen basilejským biskupem, funkci vykonával do roku 1306
- 1297 – nejvyšší kancléř Království českého, lékař a (protonotář) krále Václava II., zároveň probošt Královské kolegiální kapituly sv. Petra a Pavla na Vyšehradě
- 1306 – po smrti Václava III., tj. vymření Přemyslovců po meči, opustil český dvůr, byl zvolen mohučským arcibiskupem; mimo jiné v Německu při zasedání synody v Mohuči vedl templářský řád
- 1308 – spolu s arcibiskupy kolínským a trevírským prosadil na trůn Svaté říše římské krále Jindřicha VII. Lucemburského
- 1310 – 1. září vykonal v dómu ve Špýru svatební obřad Jana Lucemburského a Elišky Přemyslovny
- 1310 – s Janem Lucemburským a Eliškou se vrátil do českých zemí, triumfálně vstoupili do Prahy; pomáhal urovnávat konflikty s českou šlechtou
- 1311 – 7. února v bazilice sv. Víta na Pražském hradě korunoval Jana Lucemburského českým králem a Elišku českou královnou
- 1313 – po smrti Jindřicha VII. doporučil Janu Lucemburskému odmítnout římský trůn a podpořil volbu Ludvíka Bavora
- 1319 – 21. února sepsal testament, finance a knihy odkázal synovci Johannovi z Trevíru; liturgické předměty, relikvie a klenoty odkázal mohučskému dómu
- 1320 – zemřel v Mohuči a byl pohřben v chóru tamního dómu